# التاريخ الاقتصادي لبيرو

نشأت صناعات الاقتصاد في بيرو استجابة لموارد البلد الطبيعية الغنية. خلال نظام إمبراطورية الإنكا، كان الاقتصاد مخططًا على نحو مركزي وكانت العمالة إجبارية. نظر المستكشفون الإسبان إلى نظام بيرو بالكثير من الاعتبار. وفي يومنا هذا، تمتلك بيرو ثروات معدنية هامة في كل أرجاء مناطقها الجبلية والساحلية. ويعتبر هذا البلد ثاني أكبر منتج عالميًا للفضة والنحاس. من عام 2016 حتى عام 2017 ازداد إنتاج التعدين، ما ساعد بيرو على التمتع بأحد أعلى معدلات نمو لإجمالي الناتج المحلي في أميركا اللاتينية. تشمل صناعات بيرو البارزة كلًا من التعدين والعمل بالمزارع وصيد السمك والزراعة.

## إمبراطورية الإنكا (ما قبل القرن السادس عشر)
تمركز اقتصاد الإنكا حول الأيلو، وهي مجموعة محلية مؤلفة من العائلات المتجاورة ضمن نفس القرية. تخصصت كل مجموعة من الأيلو بصناعة معينة، مثلًا الزراعة أو الفخاريات أو الملابس أو المجوهرات. قام الناس بالعمل الجماعي للمجتمع في نظام يُعرف باسم المنكا، وتضمن ذلك البناء أو التنظيف أو الاهتمام بالحاجات الأخرى للمجتمع بوجه عام. وبما أنه لم يكن هناك عملة رسمية، جُمعت الضرائب على شكل محاصيل ومواشي وعمل.

## المستعمرة الاسبانية (القرن السادس عشر – القرن الثامن عشر)
بينما حكمت الإمبراطورية الإسبانية المنطقة، سيطرت المعادن على اقتصاد بيرو. قدمت عبودية الشعوب الأصلية القوى العاملة الأولية. تمتعت بيرو بموارد معدنية ثمينة وبتعداد كبير من السكان الأصليين، وهذا ما وضعها في صلب مستعمرات أميركا الجنوبية. وفقًا لبالمر، يمكن أن تحتل بيرو المرتبة الثانية إذا وضعت في معيار يقيس درجة الاستغلال التي تعرضت لها المستعمرات. صُدرت المعادن والمنسوجات والسكر من بيرو ومن غيرها من مستعمرات أميركا الجنوبية إلى أوروبا.
بعد حرب الخلافة الإسبانية في أوائل القرن الثامن عشر، بدأت إسبانيا تفقد احتكارها في التجارة الاستعمارية. في منتصف القرن الثامن عشر، بدأت الفصائل الليبرالية تظهر ضمن النخبة الاستعمارية، فشككوا في شرعية الحكم الإسباني ضمن الأمريكتين.

كانت تُدعى هذه الفصائل باسم «وطنيي كريول»، وكانت مهمشة في الأصل على حواف الإمبراطورية في أماكن مثل فنزويلا، ونتيجة لهذا الأمر، حظيت بفرص تجارية متوسعة. وعلى أي حال، وفروا الظروف الضرورية لتنمية اقتصادية ناجحة خلال أواخر الفترة الاستعمارية. دخلت التجارة الحرة مسببة نموًا هائلًا في كل أرجاء الإمبراطورية، وبحلول نهاية القرن، تلقت إسبانيا عشرة أضعاف الصادرات. وعلى الرغم من إجمالي النمو في المستعمرات، كسد اقتصاد بيرو في الفترة التي دامت لنحو 150 عامًا بعد حرب الاستقلال في بيرو. قلبت الهرمية الاقتصادية الاجتماعية الإقليمية نفسها؛ وذلك لأن المناطق الرئيسة التي غاب فيها الليبراليون قد تعرضت لمستويات أقل بكثير من التنمية الاقتصادية. كتب المؤلف جيمس ماهوني ما يلي:
قال الخبراء الإقليميون إن التخلف في أرجاء «مناطق مثل بيرو» يمكن عزوه إلى النماذج الاستعمارية للاستقلال الاقتصادي والحضارة الهيسبانية وعدم كفاءة الأسواق والتنظيمات الاقتصادية.
حاول التاج الفرنسي حماية ممتلكاته الاستعمارية وعكس دوره المتعثر في التجارة الاستعمارية، ونفذ إصلاحات ليبرالية مسرعًا من إزالة القيود التجارية ومضعفًا الاحتكارات الاستعمارية. واصلت هذه الأنشطة فساد المناطق الرئيسة تاركة إياها أكثر عرضة لحالات عدم اليقين في السوق الحرة. وبحلول منتصف القرن التاسع عشر، اكتمل قلب الهرمية الاقتصادية الاجتماعية. ولم تستعد بيرو إطلاقًا سيادة تشبه سيادة عهد النيابة الملكية في بيرو.

## القرن التاسع عشر
بدأت بيرو في برنامج لبناء السكك الحديدية عقب حصول البلد على الاستقلال. بنى المقاول هنري ميغيس خط مقياس قياسي من مدينة كالاو الساحلية عبر الأنديز وصولًا إلى هونكايو في المرتفعات. وضع هدفه بالوصول إلى كوسكو في الأنديز وبنى الخط لكنه أيضًا أفلس البلد. في عام 1879، دخلت بيرو في حرب المحيط الهادئ التي دامت حتى عام 1884. استدعت بوليفيا تحالفها مع بيرو ضد شيلي. حاولت حكومة بيرو أن تتوسط لحل النزاع من خلال إرسال فريق دبلوماسي للتفاوض مع حكومة شيلي، لكن اللجنة خلصت إلى أن الحرب كانت أمرًا محتمًا. أعلنت شيلي الحرب في الخامس من أبريل 1879. انتهت ما تقارب الخمس سنوات من الحرب بخسارة مقاطعة تارباكا ومقاطعات منطقة أتاكاما وتاكنا وأريكا. في الأصل، التزمت شيلي باستفتاء لمدن أريكا وتاكنا على أن يجري الأمر لاحقًا للتحديد الذاتي لانتمائهم الوطني. على أي حال، رفضت شيلي تطبيق المعاهدة ولم تتمكن البلدان من تحديد الإطار الدستوري. قررت الولايات المتحدة الأميركية أن الاستفتاء العام كان صعب الحدوث، فأدت المفاوضات المباشرة بين الأطراف إلى معاهدة ليما في عام 1929، حيث تخلت بيرو عن أريكا لتشيلي بينما بقيت تاكنا في بيرو. عادت تاكنا إلى بيرو رسميًا في التاسع والعشرين من أغسطس 1929. أدت خسائر المقاطعة والنهب الهائل لمدن بيرو على يد القوات الشيلية وآثار أخرى للحرب إلى علاقات دبلوماسية متوترة بين البلدين لم تعرف الهدوء الكامل منذ ذلك الحين. وبعد حرب المحيط الهادئ، أطلقت حكومة بيرو إصلاحات اجتماعية واقتصادية للتعافي من أضرار الحرب. حصل البلد في آخر المطاف على الاستقرار السياسي في أوائل القرن العشرين.

## الحرب العالمية الأولى
قبل بداية الحرب العالمية الأولى، تمتعت بيرو بسنوات من النمو الاقتصادي دعمتها صادرات السكر والتعدين والقطن. ومع بداية الحرب تأثر اقتصاد صادرات بيرو بشكل بالغ من الاضطراب في الأسواق العالمية.

## الحكم العسكري
في التاسع والعشرين من أكتوبر 1948، أصبح الجنرال مانويل أي أودريا الرئيس الجديد بعد انقلاب عسكري. وبسبب وجود اقتصاد مزدهر، نفذ أودريا إعادة بناء اجتماعي شعبوي باهظ تضمنت برامجه مشاريع سكنية ومشافي ومدارس. على أي حال كانت حكومته دكتاتورية، وكانت الحقوق المدنية مقيدة للغاية. كان الفساد متفشيًا في كل نظامه. استمرت عدة مجالس عسكرية بحكم بيرو على مدار العقود الثلاثة التالية. ارتكزت السياسات الاقتصادية في خمسينيات القرن العشرين وستينياته وسبعينياته على استبدال الواردات وكانت ذات تأثير ضئيل على الاقتصاد. حل الجنرال فرانسيسكو موراليس بيرموديز محل الجنرال اليساري خوان فيلاسكو ألفارادو في عام 1975، مستشهدًا بسوء الإدارة الاقتصادية لفيلاسكو مع غيرها من الأسباب. كان نظام بيرموديز فترة أكثر كونسيرفاتية، بادئًا مهمة استعادة اقتصاد البلد.

## رئاسة بيلاوندي (1980 – 1985)
في عام 1980، وبعد عدة سنوات من الحكم العسكري، انتُخب فيرناندو بيلاوندي تيري رئيسًا. بعد بداية قوية، انحسرت شعبيته تحت ضغط التضخم والضائقة الاقتصادية والإرهاب. فشلت الحكومة في مسعاها لتحرير الاقتصاد، ويعود السبب في ذلك جزئيًا إلى أزمة ديون أمريكا اللاتينية. تراجع الدخل الفردي وزاد الدين الأجنبي لبيرو. زاد عنف المتمردين اليساريين -وبشكل ملحوظ الحزب الشيوعي في بيرو «الدرب المضيء» بشكل ثابت خلال الصراع الداخلي في بيرو. بدأت أولى النشاطات التمردية في اليوم السابق لانتخاب بيلاوندي. تابع بيلاوندي العديد من المشاريع التي خُطط لها خلال الفترة الزمنية 1963 – 1968، وتضمن الأمر إكمال كاريتيرا مارجينال دو لا سيلفا، وهو طريق يربط تشيكلايو على المحيط الهادئ مع المناطق الجنوبية التي كانت معزولة حينها من الأمازون وسان مارتن. ومع مرور الوقت، استمرت المشاكل الاقتصادية التي خلفتها حكومات المجالس العسكرية المختلفة. زادت ظاهرة طقس إل نينو من عام 1982 حتى 1983 من ضعف الاقتصاد، وتسببت بفيضان واسع الانتشار في بعض أجزاء البلد وحالات جفاف شديدة في أجزاء أخرى، وأتلفت مدارس أسماك المحيط التي كانت واحدة من الموارد الرئيسة للبلد.